# Nothobranchius oestergaardi
Nothobranchius oestergaardi är en fiskart som beskrevs av Stefano Valdesalici och Amato 2011. Nothobranchius oestergaardi ingår i släktet Nothobranchius och familjen Nothobranchiidae. Inga underarter finns listade i Catalogue of Life.